# Alia Shawkat
Alia Martine Shawkat (* 18. dubna 1989 Riverside, Kalifornie) je americká herečka. Nejvíce je známá díky roli Maeby Fünke v seriálu televizní stanice Fox Arrested Development a roli Gertie Michaels ve filmu Poslední nás zachrání.

## Životopis
Alia Shawkat se narodila v Riverside v Kalifornii rodičům Dině a Tonymu Shawkat. Vyrůstala v Palm Springs v Kalifornii. Má dva bratry. Její dědeček z matčiny strany je herec Paul Burke. Má kurdské předky z otcovy strany a irské a norské předky z matčiny strany.
V letech 2007 až 2010 byla přítelkyní amerického hudebníka Jacka Antonoffa známého ze skupiny Fun.. Její zálibou je mimo herectví také kresba. Svá díla už mimo jiné vystavovala v galeriích v Los Angeles, Mexiku a Paříži. Mezi její další koníčky patří hudba a ráda také zpívá v jazzových barech.

## Kariéra
Svůj televizní a filmový debut měla Shawkat v roce 1999. V tomto roce ztvárnila dceru postavy jménem Amir ve filmu Tři králové, ve kterém hrál i její otec, který zde ztvárnil příslušníka Irácké Republikánské garda. V témže roce se objevila v televizním seriálu JAG, kde ztvárnila mladou Sarah MacKenzie. První větší roli zaznamenala v roce 2001, kdy ztvárnila roli Hannah Rayburn v televizním sitcomu kabelové televize Fox Family State of Grace, který se v USA vysílal až do roku 2002.
V letech 2003 až 2006 zářila v roli Maeby Fünke, což byla jedna z hlavních rolí v televizním seriálu Arrested Development. Seriál získal všeobecně pozitivní reakce, které často vychvalovaly herecké umění právě Alie Shawkat. Komentátor Brian M. Palmer poznamenal, že Alia byla "jednou z nejlépe ztvárněných postav v seriálu, obsazeným výhradně skvělými herci" a Scott Weinberg z eFilmCritic ji popsal jako "jednu z nejlegračnějších mladých dam". V interview s The A.V. Club v roce 2010, Alia Shawkat prozradila, že právě seriál Arrested Development ji pomohl herecky "vyrůst": " [Tvůrce seriálu] Mitch Hurwitz byl pro mě něco jako otec. Bylo skvělé být okolo takto skvělého obsazení seriálu, protože mé porozumění komedii se formovalo a rostlo právě v této době." Nyní se připravuje pokračování seriálu, ve kterém by se měla Shawkat a původní obsazení navrátit do svých rolí.
Od konce seriálu Arrested Development se Alia Shawkat objevila v několika filmech. V roce 2009 si zahrála arabsko-americkou dívku ve filmu Amreeka a objevila se také v režijním debutu herečky Drew Barrymoreové Vyfič po boku herečky Ellen Page. V roce 2010 hrála ve filmu The Runaways, kde ztvárnila fiktivní basistku kapely The Runaways.
V roce 2009 se objevila v hudebním videoklipu pro píseň "Tall Boy" zpěvačky a herečky Har Mar Superstar, ve kterém je možno vidět i herce Evu Mendes a Erica Warenheima. V říjnu roku 2009 bylo oznámeno, že Shawkat, Har Mar a Page budou produkovat a psát seriál nazvaný Stitch N' Bitch pro televizní stanici HBO. Podle Hollywood Reporter seriál "sleduje strasti dvou až bolestivě cool hipster dívek, které se přestěhují z Brooklynu do Los Angeles, aby následovaly svůj sen stát se umělkyněmi -- jakéhokoliv druhu."
Shawkat nazpívala společně s hereckou kolegyní ze seriálu Arrested Development, Mae Whitman, doprovodné vokály k několika písním indie-punkové kapely nazvané Fake Problems na jejich albu z roku 2010 Real Ghosts Caught on Tape.

## Filmografie

### Film
| Rok  | Název                          | Role            | Poznámky         |
| ---- | ------------------------------ | --------------- | ---------------- |
| 1999 | Tři králové                    | Amirova dcera   |                  |
| 2005 | Zpátky ve hře                  | Amy             |                  |
| 2005 | Queen of Cactus Cove           | Billie          | Krátký film      |
| 2006 | Budiž světlo                   | Madison Finch   |                  |
| 2008 | Maturitní sex                  | Camille         |                  |
| 2008 | Prom Wars                      | Diana Riggs     |                  |
| 2009 | Amreeka                        | Salma           |                  |
| 2009 | Vyfič                          | Pash            |                  |
| 2010 | The Runaways                   | Robin           |                  |
| 2010 | The Lie                        | Seven           |                  |
| 2011 | Cedar Rapids                   | Bree            |                  |
| 2011 | Our Deal                       | Noční hlídač    | Krátký film      |
| 2011 | Dcera nejlepšího kamaráda      | Vanessa         |                  |
| 2012 | Slečny v nesnázích             | Madge           |                  |
| 2012 | That's What She Said           | Clementine      |                  |
| 2012 | Mosazná konvice                | Louise          |                  |
| 2012 | The Golden Age                 | Janice          |                  |
| 2012 | Ruby Sparks                    | Mabel           |                  |
| 2013 | The To Do List                 | Fiona Foster    |                  |
| 2013 | Setup, Punch                   | Dottie Kaufman  | Krátký film      |
| 2013 | The End of Love                | Sama sebe       | Cameo            |
| 2013 | Bunion                         | Rachel          | Krátký film      |
| 2013 | Noc přichází                   | Suprise         |                  |
| 2013 | The Moment                     | Jessie          |                  |
| 2013 | May se vrací domů              | Dalia           |                  |
| 2014 | Life After Beth                | Roz             |                  |
| 2014 | Wild Canaries                  | Jean            |                  |
| 2015 | Poslední nás zachrání          | Gertie Michaels |                  |
| 2015 | The Drifless Area              | Carrie          |                  |
| 2015 | Ošklivé dítě                   | Wendy           |                  |
| 2015 | Adam Green's Aladdin           | Emily           |                  |
| 2015 | Green Room                     | Sam             |                  |
| 2015 | Me Him Her                     | Laura           |                  |
| 2016 | Zásah do vztahu                | Lola            |                  |
| 2016 | Pee-wee's Big Holiday          | Bella           |                  |
| 2016 | Paint in Black                 | Josie           |                  |
| 2016 | Ženy 20. století               | Trish           |                  |
| 2017 | Izzy Gets the F*ck Across Town | Agatha Benson   |                  |
| 2018 | Blaze                          | Rosen           |                  |
| 2018 | Duck Butter                    | Naima           | také scenáristka |

### Televize
| Rok                   | Název                                    | Role                         | Poznámky                         |
| --------------------- | ---------------------------------------- | ---------------------------- | -------------------------------- |
| 1999                  | JAG                                      | Mladá Mac                    | díl: „Šestý smysl“               |
| 2000                  | Trial of Old Drum                        | Dee                          | TV film                          |
| 2002                  | State of Grace                           | Mladá Hannah Rayburn         | 9 dílů                           |
| 2002                  | Nemocnice Presidio                       | Tara Wegman                  | díl: „Good Question“             |
| 2003                  | Beze stopy                               | Siobhan Arintero             | díl: „Javorová ulice“            |
| 2003                  | Vzkvétající město                        | Denise Stein                 | díl: „Home Invasion“             |
| 2003-2006, 2013, 2018 | Arrested Development                     | Mae "Maeby" Fünke            | hlavní role, 68 dílů             |
| 2005                  | Last Call with Carson Daly               | Samu sebe                    | 1 díl                            |
| 2005                  | Blow Out                                 | Samu sebe                    | díl: „Episode #2.1“              |
| 2006                  | Veronica Mars                            | Stacy Wells                  | díl: „The Rapes of Graff“        |
| 2006                  | Jiná než ti ostatní                      | Brandi Blackbear             | TV film                          |
| 2007                  | The Business                             | manikérka                    | 2 díly                           |
| 2008                  | The Bad Mother's Handbook                | Charlotte                    | TV Film                          |
| 2008                  | The Starter Wife                         | Robin                        | 3 díly                           |
| 2009                  | Arrested Development Documentary Project | Sama sebe                    |                                  |
| 2009                  | Made in Hollywood                        | Sama sebe                    | díl: „Episode #5.2“              |
| 2009                  | Crappy Holidays Present...               |                              | 3 díly                           |
| 2009                  | Sundance Directors Lab                   | Sama sebe                    | díl: „The First Time Filmmakers“ |
| 2010                  | Liga snů                                 | April (hlas)                 | díl: „The Expert Witness“        |
| 2013                  | NTSF:SD:SUV                              | Gail                         | díl: „Burn After Killing“        |
| 2014                  | Drunk History                            | Frances Cleveland            | díl: „First Ladies“              |
| 2014                  | Robot Chicken                            | Baroness (hlas)              | díl: „G.I. Jogurt“               |
| 2014                  | Getting On                               | Colleen Hoover               | 4 díly                           |
| 2015                  | Čas na dobrodružství                     | Mladá Betsy Poundcake (hlas) | díl: „The Diary“                 |
| 2015                  | Broad City                               | Adele                        | díl: „Coat Check“                |
| 2015                  | Drunk History                            | Virginia Hall                | díl: „Spies“                     |
| 2016                  | Portlandia                               | Majorovo dítě                | díl: „Shville“                   |
| 2016                  | Drunk History                            | Alexander Hamilton           | díl: „Hamilton“                  |
| 2016                  | Zvířátka                                 | Sharon (hlas)                | díl: „Rats“                      |
| 2016–2017             | Search Party                             | Dory Sief                    | hlavní role, 20 dílů             |
| 2016–2017             | Čas na dobrodružství                     | Charlie (hlas)               | 2 díly                           |
| 2017                  | Transparent                              | Lila                         | 7 dílů                           |
| 2017                  | Big Mouth                                | Roland (hlas)                | díl: „Pillow Talk“               |
| 2018                  | Sandra                                   | Helen Perera                 | 3 díly                           |